# 密歇根大學藝術博物館
密歇根大學藝術博物館（英語：University of Michigan Museum of Art）位於美國密歇根州安娜堡，佔地94,000平方英尺（8,700平方米），是美國最大的大學藝術博物館之一。原本是校友紀念館，它於1909年作為戰爭紀念館始建，最初為了密歇根大學南北戰爭期間陣亡的校友。
20世紀上半葉，校友紀念館作為密歇根大學的校友辦公室以及大學不斷增長的藝術收藏品倉庫而存在。密歇根大學藝術博物館的第一任館長是讓·保羅·斯盧瑟（Jean Paul Slusser），他從1946年擔任這一職務到1957 年。
密歇根大學藝術博物館的館藏擁有150多年的收藏史，它擁有超過20,000件跨越文化、時代和媒體的藝術作品。該博物館不收取門票。

## 外部連結
维基共享资源上的相關多媒體資源：密歇根大學藝術博物館
- Official University of Michigan Museum of Art website （页面存档备份，存于）
- Search the University of Michigan Museum of Art collection （页面存档备份，存于）
- Descriptive Catalogue of the Museum of Art and Antiquities （页面存档备份，存于）